# 真・女神転生IV
『真・女神転生IV』（しん・めがみてんせいフォー）は、2013年5月23日にアトラスより発売されたニンテンドー3DS用ゲームソフト。

## 概要
2003年に発売された『真・女神転生III-NOCTURNE』より、約10年振りとなるナンバリングタイトルである。『真・女神転生』、『真・女神転生II』、『真・女神転生III-NOCTURNE』のBGMの使用や『真・女神転生 STRANGE JOURNEY』の設定が一部流用されているが、各作品との直接的な繋がりはない。
製作は『真・女神転生III-NOCTURNE』に於いてダンジョンのデザインなどを手掛けたサブ開発メンバーによって後年結成された『マニアクスチーム』がプロデューサー等重要な役割を担って制作されている。なお、『真III』のメイン開発メンバーは後に『ペルソナチーム』として『ペルソナ3』の制作に携わり、『マニアクスチーム』とは差別化された。
2015年10月8日にアトラス・ベストコレクションとして発売され、続編となる『真・女神転生IV FINAL』が2016年2月10日に発売された。2018年4月に『真・女神転生IV』と『真・女神転生IV FINAL』を一つにした『真・女神転生IV＆真・女神転生IV FINAL ダブルヒーローパック』を発売された。

## ストーリー
フリンの住む「東のミカド国」は中世ヨーロッパのような国王と修道院が統治する国であり、建国1492年を迎えた。
国民はラグジュアリーズ（貴族階級）とカジュアリティーズ（労働者階級）のどちらかの階級に属し、ラグジュアリーズは政治や公務などの知的労働、カジュアリティーズは農業や商業などの肉体労働に行っており、ラグジュアリーズによる情報操作によってカジュアリティーズは不満や疑問を持たずに肉体労働に励んでいた。
国民は18歳になると階級に関係なく全員ミカド城に集まり「ガントレットの儀」を受け、魔法の遺物である「ガントレット」を起動することができれば国防組織の「サムライ衆」に入隊することになる。このサムライ衆になることが、カジュアリティーズがのし上がる唯一の方法でもある。
フリンは親友のイサカルと共に「ガントレットの儀」を受けにミカド城に向かう途中、不思議な夢を見た。
爆炎が立ち昇る街で何者かが世界を破壊して変革しようと誘う夢、静寂が支配する砂漠で何者かが世界を静寂のまま維持しようと誘う夢、暗い海岸で少女が自分を蘇らせてほしいと頼む夢、そこまで見てフリンは夢から醒めた。
ミカド城に着いたフリンは儀式が執り行われるアキュラ像広場に向かった。イサカルは成り上がることを意気込んでいたが、ガントレットはそれに応えなかった。意気消沈するイサカルを尻目に、フリンも儀式を受けた。フリンは見事ガントレットを起動することができ、この瞬間からサムライとしての日々が始まった。
儀式の後にサムライの同期と顔を合わせたが、驚くべきことにそこには夢で見た少年二人がいた。紳士的な少年・ヨナタンと血気盛んな少年・ワルター、彼らも同じような夢を見ておりフリンにデジャヴを感じていた。
サムライになったフリンの初めての任務は、地下洞窟ナラクでの悪魔討伐だった。ナラクでは神話や伝承などで語り継がれる悪魔たちが闊歩しており、これら悪魔をミカド国に出現しないよう食い止めることがサムライの任務であった。
サムライとしての任務に慣れてきたある夜、ミカド城の屋上に集まっていたサムライ新人たちはフリンの故郷である「キチジョージ村」の方向から火の手が上がっているのを見た。
生存者を捜索するために森に入るも、そこにはおびただしい数の悪魔がひしめき合っていた。生存者の証言によると、「黒きサムライ」なる者が朗読会を行い、それに参加した者が次から次へと突然悪魔に変貌したとのことだった。
悪魔となった親友のイサカルを倒し、森の奥で黒きサムライを追い詰めるもあと一歩のところで逃げられた。
ミカド城に戻ると、ナラクに逃げ込んだ黒きサムライを追うよう修道院から指令を受けた。行く手を阻む強敵を撃破し、ナラク最下層のスカイタワーの窓から外を見ると、足下には闇の中に無数の光が輝き、夜空のような幻想的な風景が広がっていた。
建物の外に出ると、フリンたちは夜空のように見えていたものが荒廃した街並みであることに気付いた。その時、修道院から通信が入った。ここはケガレビトの里「東京」であると。フリンたちはこの東京で衝撃の真実を知ることになる。

## 登場キャラクター

### メインキャラクター
フリン（デフォルト名/変更可）
声 - 梶裕貴
本作の主人公。東のミカド国のキチジョージ村に住むカジュアリティーズ出身の少年。
後に25年前に彼にそっくりな外見を持つ少年が存在したことが明らかになる。
ガントレットに認められたことでサムライ衆の一員となり、大きな運命に巻き込まれてゆく。そして中盤にヨナタンとワルターのどちらか一方と別れてもう一方と行動を共にし、砂漠の東京で主人公、ヨナタン、ワルターの三人が再び合流するが、片方は平行世界から来たらしく二人とも直前までフリンと行動を共にしていたと語っている。
ヨナタン
声 - 神谷浩史
フリンが夢の中で出会った人物の一人であり、ラグジュアリーズ出身の少年。
物腰が柔らかくカジュアリティーズにも分け隔てなく接するが、秩序を重んじるものの生真面目で頑固さもある性格でもあり、間違っていると判断したことは例え敬愛すべき存在の意思だろうと反意を示すこともある。
民の平安を案じる余り、頑迷で保守的な態度になることもしばしばあり、そのためワルターと度々衝突してしまうが、本心では彼も大切な友の一人と思っている。
中盤にある人物たちとの邂逅によって、先人たちが守り続けてきた事実に倣い「明日も続く安寧の世界」を望むようになり、最終的に四大天使と融合し神の戦車「メルカバー」へと変貌する。Lawルート以外では敵となる。
ワルター
声 - 小西克幸
フリンが夢の中で出会った人物の一人であり、カジュアリティーズ出身の少年。
故郷では漁師の息子らしい話が聞け、更に魚が怖いと発言する場面がある。性格は規律に縛られず表裏がなく奔放であり、外見や言動は粗野な雰囲気だが情に厚い。
ヨナタンとは方向性の違いから言い合いになることもあるが、さほど仲が悪いわけではない。本人としても「自分も年をとったら似たようになる」と一定の理解を示している。
カジュアリティーズ出身であることやタヤマや四大天使といった「傲慢な支配者」の姿を目の当たりにしたことで黒きサムライの思想や言葉に強く影響され、流されるままにただ生きることを拒み「強者が望むがままに変えられる世界」を望むようになり、最終的にはヒカルと手を組み悪魔王「ルシファー」となる。Chaosルート以外では敵となる。
イザボー
声 - 沢城みゆき
ラグジュアリーズ出身の少女で、お嬢様口調で喋る品性高潔な性格。
父親はサムライ衆の一員であるらしい。ワルターから「鉄仮面」と言われている。
性格にそぐわず、東京の少女漫画にハマるという乙女な一面がある。毅然とした態度のカガに見惚れたこともある。
物事を冷静に捉えられる反面、優柔不断なところがあり自己主張に乏しい。ただし、一度決めれば貫き通す意志を持ち合わせている。
Neutralルート以外では敵となりフリンの前に立ちはだかって止める為に戦うが負け、最後はフリンの手を汚さぬように自ら命を絶つ道を選んだ。
ナバール
声 - 大畑伸太郎
国王の侍従の家系であるラグジュアリーズ出身の少年。
生意気な口調でエリート意識が高く、カジュアリティーズ出身のフリンとワルターを見下している。しかし、明白な実力差によって成す術無く追い詰められることになる。
カジュアリティーズ蔑視の思想を持つ先輩サムライ達と共謀して二人を痛めつけて萎縮させようと企むが、ナラクに結界を張る「悪魔 アルラウネ」に捕らえられたことで失敗し、更に騒動のトラウマで精神に致命的なダメージを負い、悪魔から逃げるように多額の除籍金を払ってサムライ衆から離脱する事になる。表向きはウーゴによって戦力外通告を受けた扱いになっている。
実はラグジュアリーズとして苦労なく生きていくことが望みであり、彼にとっては人間的に重要な意味を持っている模様。その執着は強靭で、「新しき指導者」の身分制度撤廃の命にも耳を貸さなかった。しかし、その強い意志ゆえにガントレットに選ばれてラグジュアリーズの生活から切り離され、東のミカド国から追われることになり、「新しき指導者」の言葉に従わない異端者扱いを受けている。
バロウズ
声 - 甲斐田裕子
サムライたちのガントレットに搭載された女性型オペレーションシステム。
なお、ミカド国の人々からは「ガントレットに住まう妖精」と認識されている。
悪魔召還プログラムによる悪魔の使役やアプリケーションの管理の他にサムライたちのナビゲーションを担当する。その容姿はとある女神に酷似したデザインである。感情の無いAIのはずだが、強い自己主張を感じる言動も散見される。

### サブキャラクター
ホープ
声 - 中井和哉
サムライ衆を率いる頭。渋い顔の親父さんと言った見た目と雰囲気の人物。
任務に厳しいが民の想いを尊重し、部下からの人望も厚い。かつて悪魔絡みの事件で最愛の女性を失っている。女物の指輪を私物として所有している。
『真・女神転生IV FINAL』ではウーゴが原因で人の姿のまま悪魔化した姿が見られる。
イサカル
声 - 前野智昭
キチジョージ村に住む少年で、フリンの幼馴染かつ兄貴分。
サムライになることに固執していたが、ガントレットに認められなかったことから故郷へ帰った。後に村に来た黒きサムライから本を渡されて読んだことで知識を得たこととラクジュアリーズへの憎悪から人の姿のままではあったものの悪魔になってしまい、フリンに襲いかかるが倒されて殺されることになる。なお、とどめを刺すかどうかで変動が起きる。
『真・女神転生IV FINAL』ではとある場所で彼らしき声が聞こえ、フリンに釣り針を渡すように言われる。渡すとNeutralルートの道を開かれるが、他ルートが確定してる場合、渡しても変化は起こらない。
ウーゴ
声 - 多田野曜平
若くして修道院の院長に就いた切れ者の男性。
丁寧ながら高圧的な態度を取るのと人情味に欠けている為にサムライ衆から嫌われている。慇懃無礼ながら彼なりに民のことを考えて魔法の遺物の回収を命じていることが明かされている。恐妻家である。
「新しき指導者」達の出現により国のトップになるが、不本意ながら民のために従っている。
ギャビー
声 - 田中敦子
ウーゴの部下の女性。ある日突如、その地位に就いた謎の多い人物。
その正体はただ一人「鴉」の反逆・蛮行より逃れた「四大天使 ガブリエル」である。
思考を捨て自由そのものを忌避している様子がある天使の中にあって、比較的自由や人間に対して寛容な態度を示し、黒きサムライに協力する選択をしても改心の可能性を信じたりしている。ただし、自由は人を惑わせ不幸にさせるというスタンスである。
後に封じられた残る同志たち（ミカエル、ラファエル、ウリエル）の目を覚ますため、秘密裏にサムライたちへ依頼を下す。同胞復活後は真の姿を見せ、堕落した旧体制を放逐して「新しき指導者」として君臨する。
なお、クエストを依頼するときなどはギャビーの姿をとっている。その素性ゆえKが現役時代から当時と変わらない姿であり、1000年前から活動しているらしい。
K
声 - 秋元羊介
Kの酒場を営む、右目にアイパッチを付け左腕には鋏のような義手を装着している元サムライ。
ホープが頭になる以前はサムライ衆の頭を務めていたとのこと。当時の彼は悪魔より恐ろしいという評判だったらしい。
チャレンジクエストを受け付けている。このクエストという娯楽は、東京からやってきたフジワラが滞在中に酒場で行った賭けが元になっている。
なお、Kというのは本名ではなく、Aから数えての店主としての世代を示している。「自分が何番目のKかは知らない」という話が聞けるので、Zまで行くとAに戻ると思われる。また、薬屋・武器屋も同様の名称となっている。
アキュラ / アキラ
1500年前の人物であり、東のミカド国の初代国王。
作中では顔を見せることはない。国王という立場ながら、当時の天使たちからの扱いはあまり良くない。
元は天井ができた後の東京からやってきた人物である。天井を目指したのは幼い時だったにも拘らず、何故か悪魔召喚プログラムを有していた。天使に連れて行かれた姉を救出するために天井を目指したものの、何らかの理由で天使側に協力する立場となり自分に倣って天井を目指すフジワラたちを追い返した。天使たちからの扱いが悪いのも、彼らが切り捨てた「ケガレビト」の血を持ち込んだため。
しかし、裏では天使たちと対立する大天使マンセマットと通じ、四大天使を封印する計画を立てていた。作中で判明した限りでは「魔獣 ミノタウロス」や「魔王 アエーシュマ」を仲魔にしていた模様。
異なる可能性においても、性格は対照的だが強い意志とカリスマ性を持つリーダーの資質を持った人物が存在する（後述）。
アハズヤミカド王
現在の東のミカド国国王。ウーゴの魔法の遺物探索に許可を出している。
とあるチャレンジクエストにおいて、「新しき指導者」に追放され東京に身をやつしていたことやその尊大な性格が判明。神に裏切られた絶望から、本から得た知識を元に自分と同じ名を持つ王と同様「魔神 バアル」に救いを求めた。
タヤマ
声 - 大塚芳忠
八部連合阿修羅会を統率するサングラスにスーツの男性。
突如東京に出現した悪魔と交渉し、秩序をもたらした人物として知られている。
六柱の「必殺の霊的国防兵器」と呼ばれる日本古来の地霊神たちを従えている。彼らは「依代」と呼ばれる霊具を握られているという意味では忠実であるが、災厄を司る「邪神 ヤソマガツヒ」でさえタヤマに従うことに嫌悪を示している様子がある。
元は下っ端のチンピラだったが、悪魔出現の混乱に乗じて現在の地位を確立することに成功した。ある人倫にもとる行為を指示しており多分に私欲で動いてはいるが、悪魔の好きにさせないという意思だけは本物である。
また従わないものには容赦がないが、支配下のものに対しては不当に搾取するようなことはしていない。
カガ
声 - 笹島かほる
ガイア教団に所属する勇ましい女性。中性的な雰囲気の顔立ちで、片側を編み込んで一部たらした特徴的な髪型をしている。
池袋における「地母神 セイオウボ」との戦いで果敢に向かうが、他のガイア教団員共々捕食されてしまう。しかし、食われてなお強靭な意志で抵抗し、セイオウボを弱らせ、フリン達に勝機をもたらす事になった。
ヒカル
声 - 井上麻里奈
フリン達の前に現れる少女。荒廃した東京では明らかに浮いた女子高生の服装をし、東京にやってきた主人公達に興味を示す。その正体は「魔王 ルシファー」。
よく言えば親密的、悪く言えば媚を売っているような態度をとるため、イザボーには毛嫌いされている。
のちにワルターと手を組み、ルシファーとしてChaosルートでは仲間に、それ以外では敵となる。
フジワラ
声 - 森田順平
一般人風の服装をした元新聞記者の中年。純喫茶フロリダでのどかにコーヒーを嗜んでいる。タヤマが恐れる唯一の男。
過去にアキラという少年に触発され、ツギハギ達とともに天井の上を目指したことがある。岩の天井は悪魔を使って掘削したらしい。東のミカド国に到達できたものの天使たちに追い返されてしまい、再起を図って人外ハンター協会を設立した。ナラク内にあるターミナルは彼が設置したもの。
ツギハギ
声 - 山路和弘
名前の通り顔に継ぎ接ぎがある、フランケンシュタイン風味の強面気味の男性。
長らくツギハギと呼ばれてきた為に自他ともに本名を忘れてしまった為に本名は不明だが、次作では「ハギ」がつく名前だった事が判明する。
軍人のような武装をし、荘厳な拵えの長太刀を携える。あるルートにおいては「東京の守護神」を蘇らせるために彼の助力が必要となる。
元陸軍で、悪魔討伐隊の生き残り。当時共闘し、東京を救うために守護神と一体になって死んだ少年はある人物の前世に当たる。
顔の傷はかつて天使たちとの交戦で負傷した名残。「精霊 ウンディーネ」という悪魔を連れていたが、25年前の戦いの際に逃げられた模様。
ターミナルの番人
声 - 高木渉
阿修羅会管轄＋αにあるターミナルを守る謎多き人物。
場所によって外見が異なっており、ターミナルに結界を張るなど近づくものには容赦なく悪魔をけしかける。相当高レベルの悪魔をも使役しており、ただ者ではない事がうかがえる。
ノゾミ
声 - 園崎未恵
人外ハンターの女性。
フリンたちの腕前を見込んで度々依頼をしてくる。写真収集が趣味で、前半はそれにちなんだ依頼が多い。
彼女から課されるクエストは任意だが、Neutralルートではストーリーを進める上で必ずこなすことになる。
『真・女神転生IV FINAL』ではメインキャラクターとして登場。

### その他のキャラクター
黒きサムライ / ユリコ
声 - 田中敦子
突如ミカド国に出没した謎の人物。仮面を外した素顔はギャビーと瓜二つ。
その外見（全身黒づくめで腕にはサムライのガントレットらしき装備）から、ミカド国の住人達には上記の名称で呼ばれている。
東のミカド国に漫画や小説などの本を授けて回っており、フリンらに意味深な言葉を投げかける。
一度はフリン達に無抵抗のまま捕縛され、「自分は蘇る」という言葉を遺して処刑されるも言葉通りに復活する。
その正体はガイア教団の教祖・ユリコであり、真の正体は「夜魔 リリス」。なお、主義や手法はともかくとして、その行動は彼女なりに人間や世界を慮ってのものである。
ギャビーと同じ顔なのは、自身の行いがかつてのギャビーと同等のものであることに基づく皮肉だとギャビーは推測している。
スティーヴン
声 - Cho
フリン達の前に現れる車椅子の紳士。東のミカド国内の結界の中などありえない場所に突如出現する謎多き人物。
悪魔召喚プログラムの開発者であることが明言されている。
パン屋の親父 / ダンタリオン
本来は普通にパン屋を営んでいる男。黒きサムライの本が広まった後に特定のクエストを選ぶと、本の影響でイサカル同様悪魔と化し、堕天使 ダンタリオンへと姿を変える。そのまま主人公達に襲いかかるも倒された。その後はパン屋には誰もいなくなっている。
マンセマット
声 - 高木渉
タヤマに協力する黒い羽をした大天使。胡散臭い雰囲気を醸し出しているため、ワルターに「ペ天使様」呼ばわりされる。また、「鴉」とも呼ばれる。
『真・女神転生 STRANGE JOURNEY』では生粋のロウサイドとして登場していたが、今作では前述のように人間に与する立場にある。ルートを問わず彼の方から敵対するようなことはないなど、ひたすら不干渉を貫く。
世界は人間が治めるのが神の意思と考え、人間を信じず徹底管理しようとする四大天使とは敵対している。大天使達が人間を神の望む姿にしようとしているのに対し、マンセマットは迷いなどによって神を信仰するという事態を望んでいる。
コウガサブロウ
龍神 コウガサブロウであり、帝国陸軍によって召喚され、近未来の東京の治安を守る阿修羅会に使役される必殺の霊的国防兵器（番号は壱）。
依代は『龍蛇の双鱗』で、入手して岩山に行きイベントを起こす事で合体制限が解除され仲魔にする事が可能になる。
“誇りと憂い”という概念に重きを置き、一際護国の想いが強い存在である。
霊的国防兵器の悪魔の中ではフリン一行が最初に戦うことになり、再戦する為二度闘う。
テンカイ
英傑 テンカイであり、帝国陸軍によって召喚され、近未来の東京の治安を守る阿修羅会に使役される必殺の霊的国防兵器（番号は弐）。
依代は『明光の輪宝』で、入手して岩山に行きイベントを起こす事で合体制限が解除され仲魔にする事が可能になる。
万能以外の属性含む全てに耐性を持つ強者。バトル中に問いかけ、返答によってはパワーアップするので更に強くなる事もある。
ミチザネ
英傑 ミチザネであり、帝国陸軍によって召喚され、近未来の東京の治安を守る阿修羅会に使役される必殺の霊的国防兵器（番号は参）。
依代は『飛梅の苗木』で、入手して岩山に行きイベントを起こす事で合体制限が解除され仲魔にする事が可能になる。
武将のような姿をしており、雷を纏っている。
ミチザネはルートによって戦う事になる。
オモイカネ
天津神 オモイカネであり、帝国陸軍によって召喚され、近未来の東京の治安を守る阿修羅会に使役される必殺の霊的国防兵器（番号は肆）。
依代は『八意脳髄』で、入手して岩山に行きイベントを起こす事で合体制限が解除され仲魔にする事が可能になる。
ミチザネ同様、ルートによって戦う事になる。
ヤマトタケル
英傑 ヤマトタケルであり、帝国陸軍によって召喚され、近未来の東京の治安を守る阿修羅会に使役される必殺の霊的国防兵器（番号は伍）。
依代は『焼津の火打石』で、入手して岩山に行きイベントを起こす事で合体制限が解除され仲魔にする事が可能になる。
「異性装」を使用して物理と魔法の攻撃モードを切り替えてくる。
ヤソマガツヒ
邪神 ヤソマガツヒであり、帝国陸軍によって召喚され、近未来の東京の治安を守る阿修羅会に使役される必殺の霊的国防兵器（番号は陸）。
依代は『黄泉の穢れ土』で、入手して岩山に行き、再度倒す事で合体制限が解除され仲魔にする事が可能になる。
普段は「ヤソマガツヒぃ〜」としか話さないが、岩山になっている時は字を岩に浮かび上がらせて話してくる。グロテスクな見た目とは裏腹にどこか愛嬌のある邪神。
顔の部分から甘い香りのガスを出し、それを吸った人間の判断力を著しく低下させる事が出来、敵対したフリン達にあられもない行動をさせた。
タケミカヅチ
天津神 タケミカヅチであり、必殺の霊的国防兵器（番号は漆）。
霊的国防兵器だが、彼のみ何故かフリーの身である。チャレンジクエスト「百年の護国」で戦うことが出来、倒すと合体制限が解除される。
アキラ
声 - 郷田ほづみ
別世界の東京に存在する人物。「砂漠の世界」のアキラは不毛の大地と化した東京の復興に奔走し、「爆炎の世界」のアキラは獣人のような姿をした悪魔人間で、東京を制圧し「東京王」を目指している。それぞれ秩序の果てに混沌、混沌の果てに秩序を求めるようになる。
いずれの世界でもリーダー的な立場に属し、過去に姉を天使に連れ去られて失くしているという共通点がある。また、元の東京にもアキラという人物は存在していた模様。
キヨハル
声 - 神谷浩史
砂漠の東京に生きる新宿シェルターのリーダー。身体中に無数の十字架が刻まれ、救世主の到来を待ち望む。
かつては有名私立高校の学生であり悪魔討伐隊の一員であったが、神への盲信と生存者からの非難、討伐隊の戦友が「魔王 プルート」の吐き出す毒で亡くなったことによる精神崩壊などで40代とは思えないほどに一気に老け込み、狂気じみたその言動からシェルター内では腫れ物扱いされている。
地を灼かれ、毒の大気に冒されてなお、未だ神による救済を信じている。しかし、「神霊エンシェント・デイ」の到来により、神の真意を知ってしまう。なお、エンシェント・デイに対照的な存在として「混沌王 サナト」が爆炎の世界に登場する（DLCシナリオ）。
ケンジ
声 - 小西克幸
爆炎の東京の支配者にして最強の力を持つ悪魔人間。プラズマが巨大な人の顔を成したような姿をしている。
弱気な性格・戦闘狂な性格・卑劣な性格など、状況によって性格や手口が変化し、多重人格気味な気質になっている。
悪魔人間と家畜人間の共存関係を始めとする爆炎の東京の社会機構を作った男。まだ人間だった頃から天使の襲撃を跳ね除けた猛者として名を馳せており、「東京王」の異名で住人たちから恐れられている。
実は25年前は悪魔討伐隊に所属していたが、人類を滅ぼす天使の企みに気付き、悪魔側についた過去を持つ。
「イントルーダー」と呼ばれる人間に無限発電炉ヤマト（爆炎の東京にもある）のリモコンを奪われ、自身も殺害されるというホワイトメンの予言を恐れ、市ヶ谷駐屯基地に立て籠もっている。人間を悪魔人間と家畜人間に分けたのも、自主性を必要とする悪魔召喚プログラムを使えなくするためと言われている。
彼が悪魔人間になった理由は仲間の一人が天使の攻撃から彼を庇って死んでしまったという事件から「生き残る上で結局頼みになるのは自分の力以外に無い」という結論に至ったためだと住人たちは語る。
ホワイトメン
声 - 多田野曜平、秋元羊介、沢城みゆき、前野智昭
天使達に滅ぼされた旧人類の記憶を体現した存在。作中ではウーゴ、K、イザボー、イサカルの姿を取り、フリン達に語りかける。
神に従おうと歯向かおうと人間の未来は変わらないと絶望し、神の思惑から逃れる唯一の術として虚無を望んでいる。なお、彼らはフリンたちを「5番目の人類」と呼ぶが、詳細は不明。
メルカバー
声 - 神谷浩史
カオスルートの最終ボス。ロウの中核を担う「神の戦車」。
4大天使の力を結集させた神の御業そのもの。神の意思を遂行する為には自己犠牲すら厭わない。
なお、メルカバーの姿は男性、ライオン、雄牛、ワシの頭がついているとされるが、本作では「大天使 セラフ」となっている。このセラフは4大天使とはまた別の存在。
ルシファー
声 - 小西克幸
ニュートラル・ロウルートの最終ボス。カオスの中核を担う「悪魔王」。
人間の血肉を受けて実体化した存在。従来のシリーズとはかけ離れた姿をしている。
自身の前に立ちふさがる、一様に何も考えず同じことしか言わない天使たちに対し「お前たちの姿を見ると胸が張り裂けそうになる」と語っている。
マサカド
声 - 中田譲治
「破壊神 マサカド」であり、ニュートラルの中核を担う「東京の守護神」。必殺の霊的国防兵器としての番号は「捌」で依代はマサカドの太刀。
とてつもないほど巨大であり、首だけでも必殺の霊的国防兵器同様の岩塊となるほど。デザインも人型の岩山というべき姿となっている。
東京の人々の希望を糧としており、希望が失われると力を発揮できず最悪の場合は暴走してしまう。東京を迫り来る脅威から守った後、首は東京のある場所で岩塊となった。
謎の少女 / 東京の女神
声 - 松嵜麗（本来の姿 - 甲斐田裕子）
スティーヴン同様に突如現れる少女で、フリンに何かを呼びかけている。その正体は「東京の女神」であり、東京に住まう全ての人たちの希望そのもの。
スティーヴンとは何かしら面識があるようだが、詳細は不明。現在は悪魔の出現などによる人心の乱れから力を失っている。
カロン
声 - 納谷六朗
真・女神転生シリーズで死んだときに現れる常連キャラクター。蘇りの代償に多額のマッカを要求するがめつさは相変わらずだが、本作ではゲームコインでも代用可能。

## 音楽
後年に発売された「女神転生シリーズ」の派生作品『真・女神転生 DEEP STRANGE JOURNEY』（3DS用、アトラス、2017年）初回限定版の同梱CD『真・女神転生 レアサントラ＆メモリアルアレンジトラックス』として、外部コンポーザーがアレンジしたDISK5「Outside」には、柴田徹也による「市ヶ谷駐屯地」、アトラス所属のサウンドコンポーザーがアレンジしたDISK6「Inside」には、目黒将司による「東京」が収録された。

## システム
クエスト
メインクエスト
前作『真・女神転生 STRANGE JOURNEY』がメインミッションを達成することで物語が進行していったのと同様に、今作ではメインクエストを達成していくことで物語が進行してゆく。また、前作とは異なり各ミッション達成時に報酬や経験値を入手できる。
チャレンジクエスト
基本的にストーリー進行には影響しないサブイベントであり、前作のEXミッションに相当する。ただし、ごく一部だがストーリー進行に必要なクエストも存在する。前作と同様に、特定のルート（NEUTRAL・LAW・CHAOS）限定で発生するクエストもある。ストーリー攻略に必須ではないが、強力な装備品を入手できたり、合体制限を持つ悪魔が解禁されたりするためメリットも大きい。また、物語の進行によって、受注や達成ができなくなるクエストも多く存在するため注意が必要である。
クエストの内容は特定のアイテムを納品する「納品クエスト」、特定の悪魔を撃破する「討伐クエスト」など100種類以上のクエストが存在する。納品クエストは受注する必要はなく、要求物の納品するだけで達成となる。また、繰り返し受注できるクエストもあるが、二度目以降の報酬は初回の報酬よりランクダウンする。
クエストは「Kの酒場」や「人外ハンター商会」の掲示板で受注できる他、戦闘中に悪魔と会話した時に悪魔から依頼される場合もある。また、ストーリーとは切り離されて進行するため、チャレンジクエストのイベント中はメインクエストは進行せず、メインクエストの同行者は戦闘に参加しなくなる。
プレスターンバトル
『真・女神転生III-NOCTURNE』で採用されたバトルシステム。敵味方のターン時にそれぞれ戦闘キャラクター分のアイコンが表示され、その数だけ行動できる。相手の弱点を突けばアイコンの消費は減るが、逆に攻撃を回避されたり無効化されたりすると消費が多くなる。反射・吸収された場合は、その時点でターン終了となる。優先順位は弱点＜無効・回避＜反射・吸収となっている。
本作では敵味方関係なく弱点を突いたり攻撃を無効化したりすると、一定確率で「ニヤリ」とキャラクターが笑い、次の自身の行動が終了するまで回避率上昇・攻撃力倍増・クリティカル率上昇・弱点無効化の効果が得られる。味方全員が「ニヤリ」状態となると、心に余裕が生まれて味方全員のHP・MPが全回復する。ただし、運の要素が絡むため、狙ってできることではない。
本作では防御力という概念が存在せず、防具は耐性変更及びステータス補正のみであり、HPも大幅に増加することはないため、レベルが低い敵であっても弱点を何度も攻められ「ニヤリ」状態になると全滅の危機に直面する。また、弱点属性を狙い撃ちする思考パターンを持った悪魔もいるため、弱点対策が重要になる。
ストーリー進行状況によっては同行中のメンバーが戦闘に参加し、ターン終了時に援護してくれる。同行者が複数いる場合、ランダムで一人が参戦する。NPCの能力やスキルは主人公のレベルによって強化される。ただし、NPCの行動はコントロールできないため、NPCの攻撃が無効化され相手にニヤリを発動させてしまう場合もある。
戦闘描写については、『真・女神転生III-NOCTURNE』等とは異なり、味方パーティの動きは表示されなくなった。
ダンジョン
ダンジョン内では3Dのプレイヤーを操作し、徘徊している敵シンボルに接触・攻撃すると戦闘になる。敵シンボルの形状は人・子供・鳥・霊体・獣などの種類があり、敵パーティの中で最もレベルが高い悪魔の形状になっている。敵シンボルはプレイヤーを発見すると接近して襲いかかろうとし、接触する前に敵シンボルに攻撃がヒットした場合は先制が確定した上にダメージが与えられた状態で戦闘が開始するが、攻撃がヒットせずに敵シンボルに接触された場合は「速」のパラメータによって先攻後攻が決定する。従来のエンカウントを抑える魔法「エストマ」は「エストマソード」に変更され、「低レベル悪魔を斬りつけた場合、戦闘に入らず消滅する」という形になった。そのため、本作品ではダンジョン内でエンカウントを完全に回避する方法はない。加えて複数の敵シンボルが一斉に出現し襲いかかる場合もあり、一度に全員を斬りつけることはできないため戦闘回避は難しい。
東京ではダンジョン内とは異なり、実際の東京の地形を模したラージマップ内を移動する。ラージマップ上では、プレイヤーは人型アイコンになり、敵シンボルは円形モザイクになり、形状もそれ単独に固定されている。ラージマップの性質上、敵シンボルに斬りかかることができないため、確実に先制できないがエストマソードによるエンカウント回避は敵シンボルに接触するだけで発動するため、確実に戦闘回避できる。敵シンボルも単一であるため、敵シンボルの形状で敵パーティを判断できない。
敵シンボルは通常は青緑色だが、チャレンジクエストで出現した悪魔は赤色で表示される。形状については通常のシンボルと同様である。
今作品ではダンジョン内では装備した防具によって外見が変化するようになった。一般的な防具の他にもデモニカや、英傑ジークフリードなど悪魔の姿になる防具も存在する。プレイヤーの耐性は上半身とアクセサリーの防具によって決定するためこれらは吟味した方が良いが、それ以外の防具はステータスの加減のみであり、ある程度は自由に選択できる。近接武器は剣・小刀・槍・鈍器のカテゴリが存在し、それによって敵シンボルに斬りかかる攻撃モーションが変化する。
バロウズアプリ
ガントレットのOS「バロウズ」が持つ様々なアプリケーション。バロウズにこれら機能を追加することで冒険を有利に進めて行くことができるようになるシステム。前作『真・女神転生 STRANGE JOURNEY』のメインアプリやサブアプリとほぼ同等だが、今作ではプレイヤーのレベルアップ時にアプリポイント（AP）を入手し、そのAPを消費してアプリケーションを取得する方式になっている。また、一度取得したアプリを外すことはできない。
アプリは、マイスキル増設（主人公のスキルが最大8個まで習得可能になる）、マイHPリカバリ（歩くと主人公のHPが回復する）、ストック領域拡張（最大24体まで仲魔にできる）、トレード（アイテムを入手することを目的とした悪魔会話が可能になる）、全書レートダウン（悪魔全書での召喚費用を減少させる）など様々な種類が存在する。
ただし、プレイヤーをレベル99にしてもそれで入手したAPだけでは全アプリの追加には足りず、取捨選択が必要になる。レベルアップ以外でも使用することでAPを入手できるアイテムが存在するが通常プレイでは入手手段が限られており非常に希少である。なお、物語序盤の初期状態ではアプリは何もなく、悪魔会話やマップナビなどの基礎的な機能はイベントで強制的に取得することになる。
仲魔
今作では仲魔を24体ストックでき、3体を戦闘に参加させることができる。従来作品と同様に、仲魔がレベルアップした時に一定の確率で所持スキルが変化する「スキル変異」とアイテムを入手できる「ギフトイベント」が発生することがある。バロウズアプリの「スキルハイコンバータ」や「ギフトハイコンバータ」を取得することで、より良いスキルやアイテムになりやすくなる。「スキル変異」について、今作は悪魔合体で継承スキルを任意選択できるのでメリットは小さいが、合体事故でのみ作成できる英傑など継承スキルを選択できない悪魔のスキルをカスタマイズできるメリットがある。ただし、勝利の雄叫びや三分の活泉など変異しないスキルも存在する。「ギフトイベント」について、前作と同様にその悪魔のタイプに応じたギフトアイテムの中からランダムで1個を入手でき、低確率で香を入手できることがある。
従来作品では悪魔会話でスカウトした仲魔は初期スキルしか持たず、悪魔合体でスキル継承やステータスアップさせた仲魔より圧倒的に弱かった。しかし、バロウズアプリ「基礎力プラグイン」によってスカウトが成功した時点でステータスが底上げされ、「即戦力プラグイン」によってランダムでスキルを1つ習得するようになった。特に「即戦力プラグイン」は勝利の雄叫びやメシアライザーなど習得できないスキルは存在するものの、奥義一閃や不屈の闘志など一部の悪魔しか習得できない強力なスキルも覚えることがあるため、スカウトした悪魔が大幅に強化されると同時に悪魔合体によるスキル継承もやりやすくなった。
通常は仲魔のレベルアップ時に5個のパラメータのうちランダムで5ポイントが上昇する。バロウズアプリの「強化パック」を取得することで、1回のレベルアップにつき最大10ポイントまで上昇させることができる。低レベルの悪魔は耐性が貧弱で弱点を持つ悪魔が多いが、低レベルの悪魔ほどレベルアップする機会が多く訪れるため、「強化パック」の恩恵が大きく、ステータス面では高レベル悪魔を追い越すことができる。この「強化パック」自体は前作でも存在したが、確実に発動するわけではなく、発動する確率も非常に低かった。
今作では悪魔のステータスがパターン化された。HPと力が高くがMPと魔が低いタイプ、MPと魔が高いがHPと力が低いタイプ、それらの中間でステータスに凹凸がないタイプの3パターンである。物語の序盤はスキルを連発できるMP型が良いが、終盤は敵の猛攻に耐えられるHP型の方が物語を有利に進めやすい。今作では仲魔も香でステータス強化できるようになったが、HPまでは強化できないため、仲魔選択の重要なポイントになる。今作では仲魔のステータスがパターン化され、スキル継承も選択できるようになったことから、個々の悪魔の持つ個性が薄れたとも言える。
今作ではストック内の悪魔においても、経験値を入手できるようになった。ただし、パーティの悪魔が入手する本来の経験値よりは減少する。今作は戦闘以外でもクエスト達成や悪魔合体や悪魔会話でも経験値を入手できるようになったため、従来作品よりは仲魔をレベルアップさせやすくなっている。
悪魔合体
今作では悪魔合体はバロウズアプリとして登場する。悪魔合体はメニュー画面から起動する「邪教の館」と戦闘中に悪魔合体する「悪魔合体ライト」の2種類となる。邪教の館では「検索合体」と「特殊合体」の2種類が行える。
前作と同様な点として、特定のイベントを達成しないと合体できないなどの合体制限を持つ悪魔が存在する。また、稀に合体事故が発生し、予定とは異なる悪魔が作成される場合がある。
前作と異なる点として、スキル継承は素材悪魔の全スキルと合体後の悪魔の初期スキルの中から継承可能なスキルをプレイヤーが任意で選択できるようになりランダム性が撤廃された。ただし、悪魔合体ライトや合体事故で作成された悪魔の所持スキルはプレイヤーが任意で選択できず、合体後悪魔の初期スキルと素材悪魔の全スキルのうち優先度が高いスキルが継承される。また、妖精ジャックフロストはアギ系を継承できない等の継承相性は撤廃され、自由に継承スキルを選択できるようになった。初心者でもスキルを簡単に継承できるようになった。
スキル継承以外の差異として、悪魔合体により経験値を入手できるようになった。悪魔全書内の悪魔を直接合体に使用できるようになり、空きストックがない状態でも手持ちの悪魔と悪魔全書内の悪魔を直接合体できるようになった。死亡中の悪魔も素材にすることができるようになった。また、従来の2、3身合体はなくなり、御魂合体もなくなった。
検索合体
合体の条件を指定し、検索結果の中から合体後の悪魔を決定する合体システム。悪魔全書内の悪魔も参照できるため、狙った悪魔を作り出しやすくなっている反面、組み合わせパターンが膨大であり、中盤以降は条件を絞らないと情報過多で見つけられなくなる。
オススメ合体
手持ちの仲魔同士で行う合体のうち、高レベルであったり初めて作成する悪魔であったりすることを理由に、作成が推奨される悪魔を自動で検索して表示する検索合体の機能。初心者でもオススメ合体を実行し続ければ迷わず悪魔合体を行えるが、高レベル悪魔が率先して素材に選択されるため、合体用に用意した低レベル悪魔が選出されなかったり、パーティの主力であり失いたくない仲魔が素材に選定されたりするという欠点がある。
特殊合体
2〜4体による決まった組み合わせによる悪魔合体。素材悪魔が1体でも仲魔になっていれば残る素材悪魔の種族とレベルが開示され、素材悪魔が全て仲魔になればステータスが開示される。ただし、合体制限を持つ悪魔は合体制限が解除されない限り、素材悪魔を揃えても開示されない。また、素材悪魔2体の特殊合体の場合、その組み合わせで検索合体を行えない。例えば、神獣バロンと鬼女ランダの特殊合体で破壊神シヴァになるが、同じ組み合わせで検索合体すると合体不可となる。
悪魔合体ライト
戦闘中に悪魔合体を行う。欠点は手持ちの悪魔が対象・2体合体のみ・プレスターンを消費する・スキルの選択が不可能という点である。利点は合体後の悪魔は全回復・継承制限のあるスキルも継承可能である点である。
合体エラー
1/64で発生する予定とは異なる悪魔が作成される合体事故。合体事故が発生する場合、まず5%の確率で外道スライムになり、それから外れる場合は10%（英傑の初回作成時のみ25%）の確率で英傑の悪魔となり、それから外れる場合は合体予定の悪魔とレベルが近い悪魔がランダムで作成される。合体事故は、素材悪魔に外道を含むことと素材悪魔の両方が死亡していることで発生確率を6/64まで上昇させることができる。英傑の悪魔は特殊合体できる悪魔を除いてこの合体事故でしか作成できない極めて希少な悪魔だが、強力な能力を持つ者が多い。ただし、事故発生率を最大にした場合でも英傑が作成される確率は1%にも満たないため、合体事故による英傑の作成は非常に難しい。また、英傑の他にも屍鬼コープスなどの一部の悪魔においても合体事故でしか仲魔にできない。
ウィスパーイベント
主人公のスキル習得は、仲魔がレベルアップした時に習得予定のスキルを全て覚え切ると「ウィスパーイベント」が発生し、悪魔の囁きとしてその仲魔が習得しているスキルを任意で主人公に習得させることができる。ただし、継承制限の持つスキルや「勝利の雄叫び」等の自動効果スキルは習得できない。
主人公が既に習得しているスキルに対して再びウィスパーイベントが発生した場合、威力アップや消費MP減少などの形でそのスキルを最大8回まで強化することができる。強化回数はスキルによって異なる。
悪魔の進化「ハイレベルアップ」
特定の悪魔がレベルアップすると、全く別の悪魔に進化するようになった。進化前悪魔のレベルが基礎レベルと進化後悪魔の基礎レベルの中間以上になった時に進化の有無を問われ、承諾するとハイレベルアップが行われる。例えば、妖精ジャックフロスト（Lv15）はLv20以上になると邪鬼ウェンディゴ（Lv25）に進化する。ハイレベルアップは、天使エンジェルから天使アークエンジェルになるなど、前後の悪魔同士に関連性がある者もいれば、妖精ジャックフロストから邪鬼ウェンディゴになるなど、関連性が全くない者も存在する。
交渉内容の変化
交渉用のスキルは、悪魔を仲間に誘う「スカウト」、アイテムを要求する「トレード」、停戦を持ちかける「ネゴシエーション」、悪魔の行動回数を減らす「ムダ話」、回復を要求する「チャリティ」、マッカを要求する「ファンド」の6種類が存在し、これらはバロウズアプリによって習得・強化できる。スカウト以外の交渉コマンドは、相手を緊縛などの特定の状態異常にすることで、交渉が確実に成功するようになる。なお、従来シリーズではボス悪魔とは交渉が一切行えなかったが、今作では「ファンド」等の一部の交渉のみ行うことができ、各ボス悪魔専用の台詞を聞くことができる。
交渉のパターンも従来シリーズより変更されており、話しかけても即交渉に入らず世間話から始まる場合がある、悪魔からの質問に対する選択肢が全部同じの場合がある、交渉成立後に世間話が入る場合があり、そこで怒らせると破談となるなど様々である。
悪魔からの要求物に「ストック内の仲魔の命」が追加された。他にも、デビルサバイバーシリーズと同様に、高額マッカによる即決交渉を持ちかけられるようになった。ただし、即決後も世間話が入る場合があり、そこで怒らせれば破談になるので完全に交渉成立が確定するわけではない。
会話にもクリティカルが導入され、相手への回答や要求物が特に気に入った場合、一発で交渉成立が確定するようになった。この場合と命乞いをしてきた場合、交渉で獲得できる経験値は通常より多くなる。従来作品にあった会話開始時に顔なじみイベントが発生して交渉成功が確定するシステムが今作でも導入されており、クリティカル扱いとなる。
従来シリーズでは交渉が一度破談になった場合、悪魔が怒って再度交渉に応じなくなるが、今作では再度交渉に持ち込めるようになった。また、交渉によって経験値を得られるようになった。
マッカの入手
従来シリーズと同様に通貨はマッカとなる。アイテムの購入や悪魔会話での要求や悪魔全書からの召喚など様々なことにマッカが必要になる。
今作では戦闘での勝利報酬は基本的に経験値のみであり、単純に戦闘を繰り返すだけではマッカを貯めることはできない。その代わりに、各所で「魔法の遺物」を入手でき、それを店に売却することでマッカを得ることができる。遺物の売却以外にも、悪魔会話でスカウトに成功した場合にマッカを入手できるバロウズアプリを取得する、戦闘で悪魔が落としたアイテムを店に売却する等も有効である。他にも会話スキルのスカウトボーナスやスカウトギフトを習得していれば交渉を成功させるだけでマッカやアイテムを入手できる。もちろんファンドを使用することも有効である。
ショップがセールを行うようになり、時間帯によって武器・銃・防具・アクセサリーが通常より安価で購入できるようになった。また、悪魔との交渉でマッカやアイテムを支払った上で交渉が失敗した場合、その悪魔を撃破することで取り返すことができるようになった。
アイテム所持数の制限
前作『真・女神転生 STRANGE JOURNEY』までは各アイテムは全て99個まで持つことができたが、今作は各アイテムごとに所持できる上限数が設けられた。例えば、「機竜の心臓」は999個まで所持できるが、「生玉」は2個までしか所持できない。所持数の上限を超えた分は破棄されるため、戦闘で勝利してもマッカを入手できない本作では、所持数の上限に達する前にそのアイテムを売却することが望ましい。強力かつ高価なアイテムほど所持数が少なく設定されているため、売却する場合は細やかな対応が必要になる。
ステータス最大値の上昇
前作『真・女神転生 STRANGE JOURNEY』までは各ステータスの最大値は99だったが、今作は999まで上昇させることができるようになった。ステータスバーの表示は200で最大になるが、その後も999まで強化可能である。
過去作品と同様に香を使用することでステータスを強化できるが、香1個につきその項目が3ポイント上昇するようになった。ただし、ステータスの最大値が一桁増えているので、999まで限界強化することは非常に困難である。また、香を落とす軍勢の中には、特定のルートでしか侵入できないダンジョンにのみ出現する軍勢も存在するため、香の収集は難しい。
状態異常
状態異常ステータスの種類は従来シリーズの死亡・睡眠・混乱・毒・緊縛・風邪は踏襲され、それ以外の氷結・感電・石化といった状態異常は削除された。睡眠・混乱は精神異常、毒・緊縛・風邪は身体異常に分類される。
上記以外に新しい状態異常として、「迷子」が追加された。これは衝撃系魔法や一部物理スキルで攻撃された時に発生することがあり、仲魔が遥か彼方に吹き飛ばされた状態になる。その場からいなくなるので再召喚も回復も不可能であり、戦闘が終了しても復帰しない。敵シンボルに接触すると迷子の仲魔が出現することがあり、合流することで復帰できるが、即座に回復できないため厄介な状態異常と言える。なお、迷子の仲魔と再会した時にギフトイベントが発生し、アイテムを入手できることがある。
ダウンロードコンテンツにのみ登場する「烙印」という状態異常も存在する。この状態異常になると、HPの回復ポイントが1となり、実質回復を封じられたことに等しくなる。ターン経過による自動回復やメシアライザー等の全状態異常回復スキルで烙印を回復できる。
デジタルデビルサービス（DDS）
3DS本体のすれちがい通信機能を利用したシステム。事前にプレイヤーのプロフィールカードを作成することで、すれ違った他プレイヤーとカードが自動で交換される。このプロフィールカードには主人公の名前や外見や装備品などの情報が相手に展開される。
カードには自分がストックしている仲魔1体を添付できる。添付した仲魔は他プレイヤーの世界に援軍に行っていることになり、召喚したり経験値を入手したりすることはできなくなる。カードには白カードと黒カードの二種類があり、白カードですれ違いが発生すると、添付した悪魔のステータスがランダムで強化される。黒カードですれ違いが発生すると、添付した悪魔同士が合体される「無差別合体」が行われ、別の悪魔になる。白黒どちらのカードでもすれ違いが発生すれば手土産としてアイテムを持ち帰ってくる。
カードは最大12個まで保存され、最大数の状態ですれ違うと古いカードが削除される。また、すれ違いで入手したDDSカードは戦闘中に使用でき、全てのDDSカードに登録された悪魔を一斉に召喚し、万能属性攻撃を繰り出すことができる。
ダウンロードコンテンツ（DLC）
DLCを購入することで追加要素をプレイできるようになる。DLCはシリーズ内では今作が初となる。ボスとの対戦や装備品の入手など内容は様々だが全てクエストの体裁をとっており、ほぼ全て有料である。
マッカ・経験値・アプリポイントを簡単に得られるクエストやDLC専用の装備品、DLC専用悪魔を解禁できる討伐クエストが配信されている。討伐クエストはストーリーの一部を補完するものもあるが、DLCをプレイしなくても分からなくなることはない。DLCで解禁される悪魔はほぼ全てが専用スキルを持っており、行動回数を増やす「守護者の眼光」や強制的に弱点攻撃になる「怨敵調伏」や無効・吸収の耐性を無視する貫通特性など強力なスキルが多いが、決してゲームクリアに必須なスキルはない。
魔人の出現
過去シリーズと同様に、希少な強敵「魔人」は今作でも登場する。魔人の出現条件はチャレンジクエストで出現する2体を除き『真・女神転生II』等の同様であり、特定の場所に立つと極稀にバロウズから危険な悪魔の出現を警告され、それでも留まると出現する。
魔人は1体で出現するものの、高い戦闘力・強力スキル・5回行動と、物語の最終ボスを凌駕する強さを持つため対策なしではまず勝利できない。加えて、魔人の全攻撃手段を味方全員が無効・吸収・反射する場合、対策できない万能魔法を連発する思考パターンを持つため、この状態にならないように配慮する必要がある。
魔人に勝利できた場合、希少なアイテムを入手できると同時にその魔人を悪魔合体で作成できるようになる。魔人は前作と同様に状態異常無効などの特性を持つ者も多く、仲魔に迎えた場合は非常に心強い存在になる。
このように魔人を撃破するメリットは非常に大きいが、最大の難点は「魔人と出会うこと」である。出現確率は1/256と極小である上に、そのエリアに入った時に出現判定がなされることから出現ポイントの目の前でロードを繰り返す等は無意味であり、出現警告で「立ち去る」を選択すると出現判定が消えるため、魔人と出会うには地道な操作の繰り返しが必要になる。また、特定のルート（NEUTRAL）でしか侵入できない場所に出現する魔人も存在する。
種族「軍勢」の登場
10体以上の様々な悪魔によって構成された一団が出現する場合がある。これらは種族「軍勢」として扱われ、構成悪魔の元々の種族は影響しない。
軍勢は「構成悪魔の弱点とは異なる弱点を持つ」、「アンティクトン以外の全体攻撃スキルが複数ヒットする」、「プレスターンが複数ある」といった特徴がある。また、中には希少な香を落とす軍勢も存在する。
難易度選択
ゲームスタート時点の難易度設定は「新人」。戦闘で二回全滅すると、カロンの部下である鬼たちによって難易度変更のバロウズアプリがインストールされ、メニュー画面からいつでも「候補生」（敵からの先制率ダウン、与ダメージ1.5倍、被ダメージ半分、経験値増加）との切替が可能となる。
また、二周目以降では「熟練者」（ショップでのアイテム価格と悪魔全書での召喚費用が3倍、戦闘から逃走不可能）も追加される。
プレイログ
ゲームのプレイ状況をメニュー画面の『プレイログ』で確認できるようになった。前作『真・女神転生 STRANGE JOURNEY』に『プレイレコード』という類似項目があったが、前作の『プレイレコード』は「悪魔全書の登録率100%」や「魔人の撃破」などゲームの達成率を示していたが、今作の『プレイログ』は「逃走成功回数」、「武器を振った回数」、「マップ上で立っていた時間」などプレイ上で無意味な項目が大半であり、満足度を得られるものではなく、その名の通り「行動の記録」という意味合いが強い。また、プレイログの項目に関する行動を取らなかった場合、その項目は表示されない。例えば、難易度変更を一度もしなかった場合、「心が折れた回数」の項目自体が表示されない。
演出の強化
全体的に描写が動的かつ立体的となっており、ダンジョンが第三者視点に変更されている。会話時に立ち絵が2人表示される演出および遠近感の概念も強化されている。
戦闘においては、スキルでトドメを刺すとそのスキルの種類によって8パターンの演出が発生する。また、ボス戦の途中に会話が入り、回答によってはプレイヤーの攻撃力が上昇する、ボスのHPが減少すると赤く点滅するなどの演出がなされるようになった。

## 用語
東のミカド国
カントーと呼ばれる大地にある城塞都市。約1500年前に初代国王アキュラが建国し、現在はアハズヤミカド王が統治している。年号は「グレゴリ歴」。領地はミカド城の周辺にも広がっており、「キチジョージ村」や「シンジュク村」といった集落が存在する。
前述の通り、中世ヨーロッパのような世界観であり、国民はラグジュアリーズ（貴族階級）とカジュアリティーズ（労働者階級）のどちらかの階級に属し、ラグジュアリーズは上質な服装で街を歩き、カジュアリティーズは質素な服装で畑や牧場で労働に励んでいる姿が物語の中でも描かれている。カジュアリティーズはラグジュアリーズによる情報操作で疑問や不満を持たず思考を必要としない暮らしを送っていたが、黒きサムライがもたらした本を読むことで自己主張を持つようになり、不満や欲求を自らの内に貯めこんでいった。
実は、岩盤に覆われた東京の上に作られた国であり、国民は天使によって東京で誘拐され肉体操作された子供たちとアキュラたち東京の人間が交わったことで誕生した不安定な存在。それゆえに何かのきっかけで突然悪魔化することもある。
ガントレットの儀式
修道院によって毎年執り行われる儀式。18歳になった国民は全員参加する義務があり、ガントレットを起動できるかどうかを試される。ここでガントレットを起動できた者はサムライとして取り立てられ、国の治安維持活動に従事することになる。カジュアリティーズにとっては、ラグジュアリーズにのし上がる生涯で唯一のチャンスでもある。
ガントレット（悪魔召喚プログラム）は主体性を持つ者しか起動できないため、起動に成功する確率は極めて低く、物語開始前の数年は起動できた者は一人もいなかった。そのため、起動できたものはサムライ衆への参加が強制される。また、ガントレットを起動するにはアキュラ王を始めとする「ケガレビト」の血が濃い必要がある。
ガントレット
サムライ衆の証である籠手型の携帯端末。従来シリーズの「COMP」に相当しており、「悪魔召喚プログラム」や「DDS（デジタルデビルサービス）」といった機能を使用できる。
東のミカド国の文明にとっては明らかにオーバーテクノロジーな精密機器であり、ガントレットのOS「バロウズ」は「ガントレットに住む妖精」と認識されている。
数に限りがあるため、死亡したサムライのガントレットは初期化され、後任に支給される。ただし、初期化の際に内部の仲魔が抵抗する場合がある。
実はアキュラたち東京からやってきた人間が持ち込んだものであり、天使たちにとっては忌まわしき道具として認識されている。
魔法の遺物 / 魔法の言語
東のミカド国の人間から見た東京の物や言語。設定では東のミカド国の言語は英語であり、つまり魔法の言語とは日本語を指す。ガントレットには魔法の言語の解析機能があり、作中で「魔法の言語で喋っている」や「魔法の言語で書かれている」と解説される場面がある。
なお、東のミカド国の国民は元を辿れば東京の人間であるため、勉強なしで魔法の言語で書かれた本を読むことが可能であり、読んでいるだけで習得が可能な模様。
魔法の遺物は様々な物が登場し、不思議なことに遺物を発掘してから一定時間経過後に再び訪れると遺物が復活し再入手できる。本作では戦闘で勝利しても金銭を入手できないため、この遺物の売却が重要な要素になっている。なお、遺物は入手後にバロウズによって解析され名称は判明するものの、その遺物の説明文は東のミカド国の目線で記載されている。例えば、ネクタイは海藻の類だと思われていることがわかる。
サムライ衆
国の治安維持活動に従事する集団。宮仕えの身として、ミカド城で生活している。主な仕事は、秘密裏に悪魔退治を行うことである。
初代国王アキュラはサムライの祖としても語り継がれている。広場には当時の伝説が残されている。
悪魔
作中で登場する超常の存在。従来シリーズのそれとは異なり、人間の欲望と本能（天使なら安寧を求める欲求）の権化たる存在であり、強い願いや意志に呼応して人間が悪魔へと変ずることがある。合わせて魔界の定義も「人々の集合意識によって形成された精神領域世界」と変更されている。
天使を含めて人間と密接に関わりがあり、リリスや四大天使らは「なぜ人間の前に現れたのか」という問いに対し「人間がそれを求めたから」と返し、逆に姿を消す理由を「人間が自分たちを必要としないから」と語る。そのため、人間がいる限り神も悪魔も消滅することはない。
悪魔召喚プログラム
かつてスティーヴンが開発し、ネット上にばら撒いたプログラム。フリーソフトとして出回っており、誰でも入手できるものの、主体性を持たない人間には起動させることができない。
悪魔との会話、仲魔の召喚や帰還、悪魔合体など様々なことが行える。
東京
ドーム状の岩盤に覆われた状態の東京。フィールドマップは現実の東京とほぼ同じであり、北は十条、南は大井埠頭、東は南砂、西は中野までが行動範囲となっている。東のミカド国の真下に位置し、スカイタワーを通して行き来できる。
東京の至るところに悪魔が出没し、人間は地下街での生活を余儀なくされている。都市全体が岩盤に覆われ昼夜問わず暗闇に閉ざされているため、作物はほとんど育たず、肉も悪魔の肉を食べて餓えを凌いでいる。電力供給は阿修羅会により辛うじて保たれている。
実は25年前に無限発電炉ヤマトの暴走で悪魔が大量発生し、それに対抗するように天使たちが人類の持つミサイルを操り地上を攻撃した時に、マサカドが東京を守る防御壁として岩盤が形成され、現在の状況になった。
天使たちは東京の人間を「ケガレビト」と蔑称し、過去にフジワラ達が地上にやってきた際に彼らを排除している。その後、阿修羅会が自分たちの支配体制を維持する目的で、第1展望台近くに「鬼女 メデューサ」を置いたため、天井を目指す者はいなくなった。
時間の流れも東京と外界とで異なっており、作中の情報からミカド国は東京の約75倍の速さとなっており、東京の時間速度が遅くなっている。
悪魔討伐隊
霞ヶ関を拠点として活動していた東京に突如出現した悪魔を討伐するために組織された部隊。現在はほぼ壊滅状態であり、生き残りは人外ハンターとなっている。
悪魔討伐隊の本部には「STRANGE JOURNEY」で登場した黒色のデモニカスーツが並んでおり、このブラックデモニカが部隊の標準装備だったことがうかがえる。腕にはガントレットと思しき装置がついている。
人外ハンター
東京で悪魔討伐や依頼などで生計を立てている者。各地下街に点在する「人外ハンター商会」はハンターの憩いの場でもあり、チャレンジクエストの斡旋を受け付けている。主にスマートフォンを召喚デバイスとして使用している。
八部連合阿修羅会
六本木を拠点とする東京の最大勢力。東京に出現した悪魔と交渉し、「地下街にいる人間は襲わない」という約束を取り付けることで秩序をもたらした。東京のほぼ全域を支配下に置き、住民は彼らの庇護のもとで暮らしている。
彼らのやり方に賛同しない者には容赦ない制裁を下すという。また、人類を守る悪魔討伐隊と敵対したり、管轄外の人外ハンター増加を阻むために秋葉原を爆破したり、自由な移動をさせないために橋を落としたりなど、幅を利かせるために無茶苦茶な行動に出ている。
如何にもチンピラといった容姿をしており、銃火器や刀などを武器にしている。構成員の中には悪魔と一緒に襲いかかってくる者もいる。
裏ではとある目的で言葉巧みに子供を集めている。ある施設で阿修羅会の人間が「誘拐したほうが早い」とこぼしている点から、タヤマは最低限交渉で集めるようにしている模様。
赤玉
正体不明の物質。悪魔にとっては人間より美味いとされ、阿修羅会が上記の取り決めを結べたのも赤玉によるところが大きい。仮に地下街から出てしまっても赤玉を与えることで悪魔の襲来を回避したりできる。
その実態は極めておぞましいものであり、人間が食べてしまった場合、取り返しのつかない作用を発揮する。
ガイア教団
銀座に拠点を置く組織。「力ある者が生き残る」という適者生存の思想を掲げ、悪魔との共存を謳う阿修羅会とは敵対している。阿修羅会が人間と悪魔の間に仕切りを設けているのに対し、こちらは双方強いものが歩み寄る形。
笠を被った修行僧といった容姿をしており、己の肉体を駆使して戦う。阿修羅会同様、襲ってくる信徒もいる（仲魔にできない点も同じ）。
無限発電炉ヤマト
未知のプラズマエネルギーを利用し、名の通り無限の電力を供給する、岩盤に覆われた東京の心臓部にして生命線と言える施設。このプラズマエネルギーについては詳細不明だが、作中で悪魔の力を利用しているものだと語られている。
本来はブラックホールを生み出す粒子加速器であり、暴走させてワームホール化することで異世界への転移が可能となっている。何故か軍事関連施設である市ヶ谷駐屯地の地下に配置されている。
細かい経緯は明かされないものの、このワームホールが魔界に繋がってしまい、悪魔が溢れ出したのが全ての発端である。
必殺の霊的国防兵器
元々は第二次世界大戦に日本を霊的側面から守るため帝国陸軍が召喚した六柱の地霊神。国津神・天津神・邪神など、種族は様々である。また、それ以外にも「東京の守護神」がいる。
国防を司る存在として日本を守護することに強い意識を持っている。25年前の悪魔の大量発生時にも極秘に召喚が研究されていた。
依代と呼ばれる自身にまつわる霊具を持つ者に忠誠を誓うという制限がある。倒されると見上げるほどの巨大な岩塊となり、再度依代に呼応するまで動かなくなる。
砂漠の東京 / 爆炎の東京
25年前を分岐点として存在する別世界の東京。どちらも天井は存在しないが、砂漠の東京は砂漠と巨大なクレーターばかりの殺風景な世界で、爆炎の東京はそこかしこで爆炎が上がる殺伐とした世界になっている。それぞれロウとカオスの行き着く果てと言える世界。
砂漠の東京は神による人類淘汰を受け入れてしまった世界であり、選ばれた人間は繭によって連れ去られ、そうでないものは神の「装置」である「魔王 プルート」の吐き出す毒によりじわじわ死に至るという絶望的事態に置かれている。
爆炎の東京は神の意思に逆らい天使を殺し尽くした世界であり、支配者であるケンジの命令によって悪魔と融合した悪魔人間とその悪魔に糧を提供することで生きながらえる家畜人間とに分けられている。
神
唯一神、法の神とも呼ばれ、宇宙を含めた世界の全ての創造主である。本作には直接登場しないが、四大天使やホワイトメンなど様々な人物との会話の中に登場する。少なくとも本作では明確な意思を示しておらず、四大天使とマンセマットの間で解釈の齟齬が生まれている。
「神霊」と呼ばれる自らの化身を無数有しており、強大な力を持つ邪神デミウルゴスですらその一つに過ぎないと言われている。本作に登場する直接的な化身はメルカバーやエンシェント・デイなどがいる。また、神の出現によって旧来のあり方を奪われた「古き神々」の動向がチャレンジクエストで描かれている。

## スタッフ
- シナリオ原案 / シリーズ悪魔デザイン - 金子一馬
- ディレクター - 山井一千
- シナリオ - 山本眞司、山井一千
- キャラクターデザイナー - 土居政之
- アートディレクター - 石田栄司
- メインプログラマー - 大山智
- サウンドディレクター - 土屋憲一
- サウンドコンポーザー - 小塚良太、土屋憲一、小西利樹

新規悪魔デザイン
- 韮沢靖
- 篠原保
- 雨宮慶太
- 秋恭摩
- 西村喜廣

## 漫画版

### 真・女神転生IV -Prayers-
『真・女神転生IV -Prayers-』（しん・めがみてんせいフォー -プレイヤーズ-）は三浦征隆によるヨナタンを主人公とした漫画作品。『Vジャンプ』（集英社）で2013年7月号から2014年2月号まで連載後、『Vジャンプ』のホームページにて2014年1月21日から同年8月21日まで連載。
1. 2014年1月4日発売 ISBN 978-4-08-870898-0
2. 2014年11月4日発売 ISBN 978-4-08-880185-8

### 真・女神転生IV DEMONIC GENE
『真・女神転生IV DEMONIC GENE』（しん・めがみてんせいフォー デモニック・ジーン）はフクダイクミによるワルターを主人公とした漫画作品。『Vジャンプ』のホームページにて2013年6月21日から2014年8月21日まで連載。
1. 2014年1月4日発売 ISBN 978-4-08-870899-7
2. 2014年11月4日発売 ISBN 978-4-08-880186-5